# Karga (strip)
Karga is een stripreeks die begonnen is in 1979 met Henri Vernes als schrijver en André Beautemps als tekenaar. Het album werd in 1986 heruitgegeven als nummer 14, binnen "Collectie Kaleidoscoop", met een nieuwe cover getekend door Marc-Renier Warnauts.
Plot: Karga wordt veroordeeld tot het 7de universum, maar weet te ontsnappen. Tijdens zijn ontsnapping leert hij over de legende van "Pinses Nacht en haar onmetelijke rijkdom". Hierdoor aangetrokken besluit hij een zoektocht naar deze schat te ondernemen. 
De strip speelt zich af in een Dystopische samenleving, blijkbaar na een atoomramp, waardoor er kenmerken zijn met films als Mad Max, Waterworld of Zardoz.

## Albums
| Nummer | Titel                 | Uitgever                              |
| ------ | --------------------- | ------------------------------------- |
| 1      | Het zevende universum | Le Lombard, Uitgeverij Paul Rijperman |